# Alfonso Berardinelli
Alfonso Berardinelli, (Roma, 11 de julio de 1943) es un crítico literario y ensayista italiano. Colabora en varios diarios italianos (Avvenire, Il Sole 24 Ore y Il Foglio).

## Biografía
Desde 1983 se dedicó a la enseñanza de literatura contemporánea, como profesor asociado, en la Universidad de Venecia. Tras más de veinte años como Profesor de Historia de la Literatura Moderna en Venecia dimitió -renunció a su cátedra- de forma polémica en 1995 en conflicto con el sistema corporativo de la cultura en Italia y abandonó la enseñanza. Desde entonces se dedica a impartir conferencias y escribir. Polemista culto y refinado, ha convertido la crítica de la cultura en su campo de acción privilegiado. Vive en Tuscania.
En 1985, junto a Piergiorgio Bellocchio, funda y dirige la revista de crítica Diario.
Dirigió de 2007 a 2009 la colección "Prosa e Poesia" de la editorial Libri Scheiwiller de Milán.
Fue galardonado con el Premio Viareggio en 2002, en la categoría de ensayo. También ganó el Premio Napoli y el Premio Cardarelli de la crítica literaria en 2008.
Alfonso Berardinelli, el agitador cultural más indómito y polémico de Italia, ha recogido en el libro Leer es un riesgo sus reflexiones más lúcidas y provocadoras sobre la lectura y los cánones literarios sin posicionamientos políticos, sin proclamas ni programas.

## Obras

### En español
- El intelectual es un misántropo, epílogo de Jean-Marc Mandosio, Ediciones El Salmón, Madrid, 2015.

### En italiano
- Franco Fortini, Firenze, "Il castoro" 78, La nuova Italia, 1973 (monografia su Franco Fortini)
- Traduzione di Andrée Andrieux e Jean Lignon, Il militante sindacale, con la collaborazione di François Mille, prefazione di Pierre Naville, Rimini-Firenze, Guaraldi, 1974
- Il pubblico della poesia (con Franco Cordelli), Cosenza, Lerici, 1975
- Traduzione di Philippe Gavi, Jean-Paul Sartre e Pierre Victor, Ribellarsi è giusto: dal maggio '68 alla controrivoluzione in Cile, Torino, Einaudi, 1975 ISBN 8806043919
- Guerra e letteratura, Milano, Il Sole 24 Ore, 1976 (inchiesta)
- Note a Dante Alighieri, Vita nuova, introduzione di Edoardo Sanguineti, Milano, Garzanti, 1977 ISBN 8811361761 ISBN 9788811361763
- Lezione all'aperto, Milano, "Lo specchio" Mondadori, 1979 (poesie)
- Presentazione a Friedrich Schiller, Sulla poesia ingenua e sentimentale, Roma, Il Melograno, 1981
- "Letteratura", in AA.VV., La cultura del 900, Milano, "Oscar studio" 88, Mondadori, 1981
- Cura di Nuovi poeti italiani 2, Torino, Einaudi, 1982 ISBN 8806054430 (antologia con poesie di Stefano Coletta, Giuseppe Goffredo, Massimo Lippi e Marina Mariani)
- Il critico senza mestiere: scritti sulla letteratura oggi, Milano, Il Saggiatore, 1983
- L'esteta e il politico: sulla nuova piccola borghesia, Torino, Einaudi, 1986 ISBN 8806597825
- La ragione critica: prospettive nello studio della letteratura (con Costanzo Di Girolamo e Franco Brioschi), Torino, Einaudi, 1986 ISBN 8806597418
- Prefazione ad André Gide, Ritorno dall'Urss seguito da Postille al mio ritorno dall'Urss, Torino, Bollati Boringhieri, 1988 ISBN 8833904229
- Traduzione e note di Charles Baudelaire, Lo spleen di Parigi: poemetti in prosa, Milano, Garzanti, 1989 ISBN 881158373X
- Tra il libro e la vita: situazioni della letteratura contemporanea, Torino, Bollati Boringhieri, 1990 ISBN 8833905578
- Postfazione a Raffaele La Capria, Letteratura e salti mortali, Milano, Mondadori, 1990 ISBN 8804387254
- "A proposito dei comunisti" in Elsa Morante, Piccolo manifesto dei comunisti (senza classe e senza partito), Milano, Linea d'ombra, 1990 ISBN 8809006135
- Introduzione all'ed. italiana di Bernard Crick, George Orwell, Bologna, Il Mulino, 1991 ISBN 8815032681 (biografia di George Orwell)
- Intervento in Isabella Vincentini, Colloqui sulla poesia: le ultime tendenze, Torino, Nuova ERI, 1991 ISBN 8839705678
- Cento poeti: itinerari di poesia, Milano, Mondadori, 1991 ISBN 8804352949; 1997 ISBN 8804435003
- Prefazione a Giacomo Debenedetti, Poesia italiana del Novecento: quaderni inediti, introduzione di Pier Paolo Pasolini, Milano, Garzanti, 1993 ISBN 881167431X
- "Il sogno della cattedrale. Elsa Morante e il romanzo come archetipo", in AA.VV. Per Elsa Morante, Milano, Linea d'ombra, 1993, pp. 11–33
- "La storia come problema letterario", in Mario Schettini, Lo scrittore e la storia, Napoli, La città del sole, 1993 (Atti del convegno su "I napoletani di Mario Schettini", tenuto a Napoli il 10 aprile 1992)
- La poesia verso la prosa. Controversie sulla lirica moderna, Torino, Bollati Boringhieri, 1994 ISBN 8833908348 ISBN 9788833908342
- Prefazione ad Amelia Rosselli, Diario ottuso: 1954-1968, con una nota di Daniela Attanasio, Roma, Empiria, 1996 ISBN 8885303374
- Saggio in Il romanzo involontario di Raffaele La Capria, a cura di Goffredo Fofi, Napoli, Liguori, 1996 ISBN 8820726734
- L'eroe che pensa. Disavventure dell'impegno, Tonino, Einaudi, 1997 ISBN 8806128612 ISBN 9788806128616
- Autoritratto italiano. Un dossier letterario 1945-1998, Roma, Donzelli, 1998 ISBN 8879894455
- Cura di Giacomo Debenedetti, Saggi, Milano, "I Meridiani", Mondadori, 1999 ISBN 8804457767
- Nel caldo cuore del mondo. Lettere sull'Italia, Firenze, Liberal Libri, 1999 ISBN 8882700143 (dialoghi con Geno Pampaloni, Sandro Veronesi e Andrea Zanzotto)
- Intervento in Tomasi di Lampedusa, cento anni dalla nascita, quaranta dal "Gattopardo", a cura di Francesco Orlando, Palermo, Città di Palermo, Assessorato alla cultura, 1999 (convegno tenuto al Palazzo Chiaramonte detto Steri di Palermo, 12-14 de diciembre de 1996 su Giuseppe Tomasi di Lampedusa)
- Teoria della letteratura (con Stefano Calabrese), Roma, Istituto poligrafico dello Stato, 1999
- Cactus. Meditazioni, satire, scherzi, Napoli, L'ancora del Mediterraneo, 2001 ISBN 8883250699 ISBN 9788883250699
- Nel paese dei balocchi. La politica vista da chi non la fa, Roma, Donzelli, 2001 ISBN 887989644X ISBN 9788879896443
- Intervento in Arcipelago malinconia: scenari e parole dell'interiorità, a cura di Biancamaria Frabotta, introduzione di James Hillman, Roma, Donzelli, 2001 ISBN 887989594X (atti del Congresso tenuto Roma nel 1999)
- Introduzione a Michael Newman, Intervista con W. H. Auden, Roma, Minimum fax, 2001 ISBN 8887765375 (intervista a Wystan Hugh Auden)
- Stili dell'estremismo. Critica del pensiero essenziale, Editori Riuniti, 2001 ISBN 8835950392
- La forma del saggio. Definizione e attualità di un genere letterario, Venezia, Marsilio, 2002 ISBN 8831779656; 20082 ISBN 9788831779654
- Cura di Hans Magnus Enzensberger, Il teatro dell'intelligenza, trad. di Anna Maria Carpi, Novara, Interlinea, 2002 ISBN 8882123855
- "L'incontro con la realtà", in Il romanzo, a cura di Franco Moretti, Torino, Einaudi, 2002, vol. 2: Le forme, pp. 341–381
- "La coscienza di Zeno ovvero la salute impossibile e la saggezza inutile", in Il romanzo, a cura di Franco Moretti, Torino, Einaudi, vol. 5: Lezioni, pp. 453–469 (su Italo Svevo, La coscienza di Zeno)
- L'ABC del mondo contemporaneo. Autonomia, Benessere, Catastrofe, Roma, Minimum fax, 2004 ISBN ISBN 887521011X ISBN 9788875210113
- Il pubblico della poesia. Trent'anni dopo (con Franco Cordelli), Roma, Castelvecchi, 2004 ISBN ISBN 8876150048 ISBN 9788876150043
- Che noia la poesia. Pronto soccorso per lettori stressati (con Hans Magnus Enzensberger), Torino, Einaudi, 2006 ISBN 9788806175238
- Sul banco dei cattivi. A proposito di Baricco e di altri scrittori alla moda (con Giulio Ferroni), Roma, Donzelli, 2001
- Casi critici. Dal postmoderno alla mutazione, Macerata, Quodlibet, 2007 ISBN 9788874621569
- Conversazione in Il saggio critico: spunti, proposte, riletture, a cura di Michela Sacco Messineo, Palermo, Duepunti, 2007 ISBN 9788889987063
- Prefazione a Antonio Debenedetti, Un giovedì, dopo le cinque, Milano, BUR, 2007 ISBN 9788817016315
- Alfonso Berardinelli. Il critico come intruso, a cura di Emanuele Zinato, Firenze, Le lettere, 2007 ISBN 8860870119
- Poesia non poesia, Torino, Einaudi, 2008 ISBN 9788806191696
- Conversazione in Gaston Salvatore, Drammi politici, Milano, Libri Scheiwiller, 2008 ISBN 9788876445576
- Prefazione a Pier Paolo Pasolini, Scritti corsari, Milano, Garzanti, 1990 ISBN 8811675200; 2008 ISBN 9788811697053
- Introduzione a Pier Paolo Pasolini, Lettere luterane: il progresso come falso progresso, Torino, Einaudi, 2006 ISBN 8806180096; 2009 ISBN 9788806180096
- I dieci libri dell'anno 2008/2009: scrittori e scrittrici (a cura di), Milano, Libri Scheiwiller, 2009 ISBN 9788876446085
- Diario 1985-1993 (con Piergiorgio Bellocchio), Macerata, Quodlibet, 2010 (Riproduzione fotografica integrale)
- Non incoraggiate il romanzo,  Marsilio, 2011
- Leggere è un rischio, Nottetempo, 2012.
- Aforismi anacronismi, Nottetempo, 2015.